# Sant'Appiano
Sant'Appiano (Genova?, ... – 6 novembre ...; fl. IV-V secolo) è un santo decanonizzato ed è considerato il primo evangelizzatore della Valdelsa. La pieve di Sant'Appiano è a lui dedicata. Ci sono dubbi sulla sua autenticità storica.

## Agiografia e culto
La tradizione popolare lo vuole originario di Genova. In seguito alle sue predicazioni, fuggì, perseguitato, dalla città natale per approdare alle foci del fiume Cecina e risalire all'interno fino ad arrivare su un colle, dove si stabilì, formando una prima comunità cristiana, battezzando molti fedeli e ricevendovi sepoltura. Da lui il colle avrebbe preso il nome di Sant'Appiano. 

In un martirologio locale, conservato nella biblioteca del convento di San Lucchese a Poggibonsi, si indica il 6 novembre, il giorno della sua morte, quale giorno festivo a lui dedicato.

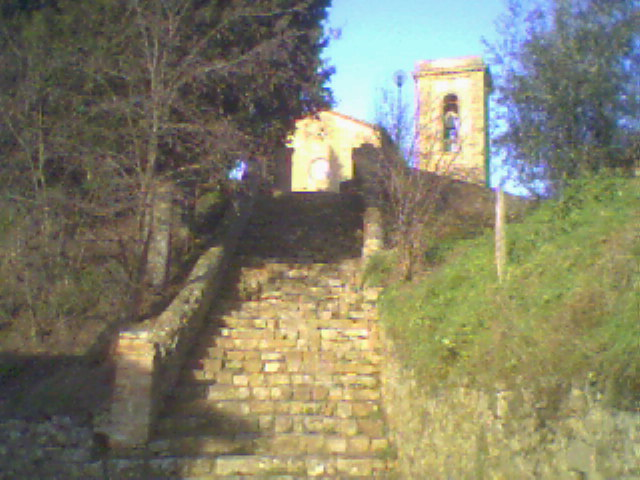
La ripida scalinata che conduce al "planum" dove sorge la pieve